# Gherardesca

Wappen des Hauses della Gherardesca

Die Familie della Gherardesca ist eines der ältesten italienischen Adelsgeschlechter und gehörte zu den führenden Familien Pisas. Die Gherardesca waren die Anführer der kaisertreuen ghibellinischen Partei in der Stadt. Die Familie existiert noch heute.

## Geschichte
Die della Gherardesca sind langobardischer Abstammung und seit dem 10. Jahrhundert belegt. Stammvater soll ein Ratchauso gewesen sein, Gastalde in Pisa, der von König Liutprand (ca. 690–744) beauftragt wurde, die Küsten der Maremma von den Sarazenen zu befreien. Ratchauso soll mit einer Tochter von Herzog Pemmo von Friaul verheiratet gewesen sein, deren Brüder Ratchis und Aistulf zu langobardischen Königen gewählt wurden. Ratchausos Sohn Wilfrido († 756) hatte fünf Söhne und wurde 754 Mönch in dem von ihm gestifteten Kloster San Pietro in Palazzuolo bei Monteverdi Marittimo, wofür er später heiliggesprochen wurde. Einer seiner Nachfahren im 10. Jahrhundert soll ein Gherardo gewesen sein, ansässig zu Volterra und Pisa und belehnt mit der ursprünglich etruskischen, dann langobardischen Burg Castello di Donoratico bei Castagneto Carducci. Nach ihm nahmen die Nachfahren ihren Namen an. Sie stiegen zu Grafen von Volterra auf und erweiterten unter Kaiser Heinrich II. ihren Besitz beträchtlich.
Die Familie wohnte seit dem frühen 11. Jahrhundert hauptsächlich in Pisa, wo sie bald in die führenden Ränge aufstieg und mit Tedicio della Gherardesca 1190 den ersten Podestà stellte. Sie erhielt von der Republik Pisa das Vikariat über die Maremma Pisana. Bei Castagneto Carducci errichtete die Familie die Burgen Castello di Donoratico (12. Jh.) und Castello di Bolgheri (13. Jh.) sowie den Vorgängerbau des heutigen Renaissanceschlosses in Castagneto Carducci, das seit ca. 1000 bis heute im Familienbesitz blieb. Seit 1092 besaß sie ferner Montescudaio, wo eine Linie – teils im Auftrag Pisas, teils in Rebellion gegen die Republik – als Grafen regierte, bis sie im 15. Jh. von der Bürgerschaft vertrieben wurde. Auch die benachbarten Orte Guardistallo, Bibbona, Riparbella und Casale Marittimo (bis 1406) gehörten zu ihrer Grafschaft. Ihre Besitzungen Donoratico, Bolgheri, Castagneto, Pietra Rossa und Settimo wurden ebenfalls zu Grafschaften erhoben.
In der Schlacht von Montaperti 1260 kämpfte Gherardo della Gherardesca mit den Sienesern gegen die guelfischen Florentiner. Zusammen mit Ugolino erhielt er für seine militärischen Verdienste das westliche Drittel des Judikats Cagliari auf Sardinien, wo sie die Stadt Iglesias (Sardinien) gründeten, das Castello di Salvaterra und die Cattedrale di Santa Chiara errichteten sowie das Castello di Acquafredda und das Castello di Gioiosa Guardia (bei Villamassargia) zu Festungen ausbauten; zu ihrer Herrschaft gehörten auch Iglesiente, Piscinas, Pula, Tratalias, Uta und Villaperuccio; die Familie konnte ihre sardischen Besitzungen teilweise bis Anfang des 15. Jahrhunderts halten.

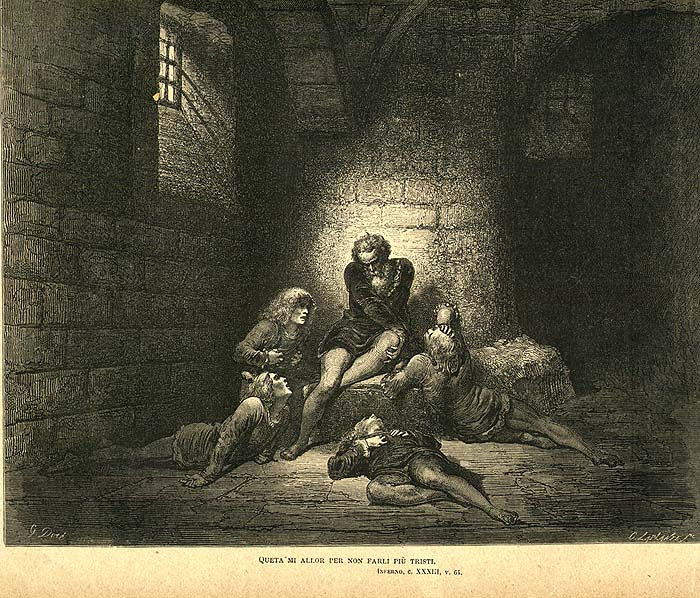
Ugolino della Gherardesca mit seinen Kindern im Hungerturm. Illustration von Gustave Doré zu Dantes Divina Commedia

Ugolino della Gherardesca, der seit 1284 ebenfalls Podestà und seit 1285 Capitano del Popolo war, versuchte, die Macht in der Stadt Pisa ganz an sich zu reißen, scheiterte aber letztlich aufgrund seiner wechselnden Bündnisse (er gehörte anfangs zu den Ghibellinen, trat dann aber zu den Guelfen über), die ihn das Vertrauen aller Parteien kostete. 1289 wurde er vom Erzbischof Ruggieri degli Ubaldini gestürzt und zusammen mit mehreren seiner Söhne und Enkel in einen Turm gesperrt, wo man sie verhungern ließ.
Im 14. Jahrhundert kamen die Gherardesca noch einmal zu Macht in der Stadt. Während der internen Konflikte, die 1399 mit der Eroberung Pisas durch Gian Galeazzo Visconti endeten, waren sie die Anführer der Raspanti-Fraktion. Der Stadtherr Bonifazio Novello della Gherardesca (1298–1341) verheiratete seine Tochter Emilia mit dem Condottiere Ugolino Gonzaga, Sohn des Stadtherrn von Mantua Guido Gonzaga.
Nachdem Pisa an Florenz gefallen war, siedelte eine Linie der Familie im 16. Jahrhundert in das neue Machtzentrum über, wo sie bald erneut im städtischen Adel aufstieg und 1538 die Villa di Mondeggi erwarb, die erst 1938 veräußert wurde. 1605 heiratete Ugo della Gherardesca Costanza de’Medici, die Schwester von Papst Leo XI. Als Mitgift erhielt sie den Palazzo Della Gherardesca, den die Familie während dreier Jahrhunderte weiter ausbaute, bis sie ihn 1882 verkaufte. Cosimo della Gherardesca (1569–1634) wurde 1612 Bischof von Colle di Val d’Elsa und 1633 von Fiesole. Tommaso della Gherardesca war von 1703 bis 1721 Erzbischof von Florenz. Die Familie teilte sich in zwei Zweige und trug den Ehrentitel Patrizier von Pisa, Florenz und Volterra. Ugolino (1823–1882) wurde Senator, Giuseppe (1876–1968) war von 1928 bis 1933 Podestà von Florenz und 1929 Mitglied des Senato del Regno.

## Familienmitglieder
- Tedicio della Gherardesca, 1190 erster Podestà von Pisa
- Guelfo della Gherardesca, † 1295, Graf von Donoratico, ⚭ Elena, 1235–72 bezeugt, eine uneheliche Tochter Enzios von Sardinien (Staufer)
- Ugolino della Gherardesca, † 1289, der Sohn Guelfos, Graf von Donoratico
- Ranieri della Gherardesca, † 1325, Graf von Donoratico, ⚭ Beatrice, uneheliche Tochter des Königs Manfred von Sizilien (Staufer)
- Bonifacio della Gherardesca del Massado, Podestà von Pisa 1329–1340/41
- Camilla della Gherardesca, † 1349, Tochter Bonifacios, ⚭ Ugolino Gonzaga, † 1362
- Tommaso della Gherardesca war von 1703 bis 1721 Erzbischof von Florenz
- Alessandro della Gherardesca, ein Architekt, der 1838 Grabungen am Schiefen Turm von Pisa unternahm

## Besitz
Zum Besitz der Gherardesca gehörten:
- Burg Castello di Donoratico bei Castagneto Carducci (seit dem 10. Jh., die heutige Ruine erbaut im 12. Jh., zerstört 1447)
- Das Schloss von Castagneto Carducci, seit ca. 1000 bis heute im Familienbesitz
- Bibbona in der Provinz Livorno (im Frühmittelalter bis ins 12. Jahrhundert hinein)
- Casale Marittimo in der Provinz Pisa wird 1004 erstmals als Burg der Gherardesca erwähnt
- Montescudaio in der Provinz Pisa wird erstmals 1092 als Burg der Gherardesca erwähnt.
- Das Castrum von Cecina in der Provinz Livorno stand im 11. Jahrhundert unter der Kontrolle der Gherardesca
- Castello di Bolgheri bei Castagneto Carducci (13. Jh.)

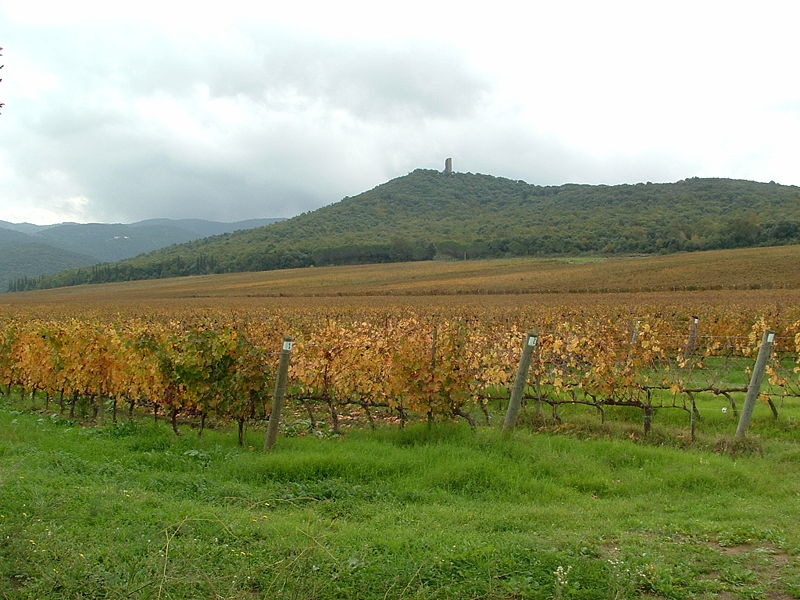
Castello di Donoratico
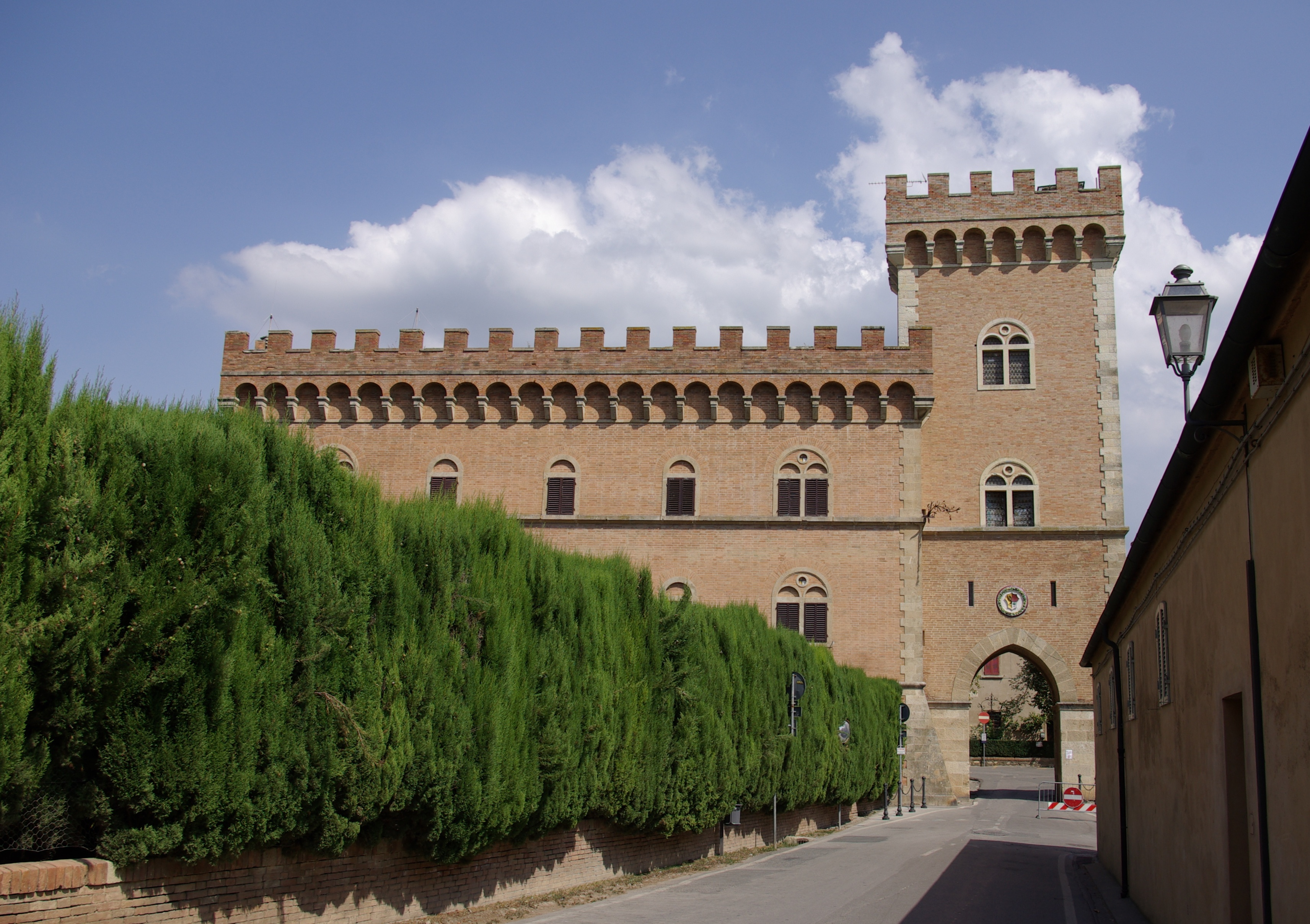
Castello di Bolgheri
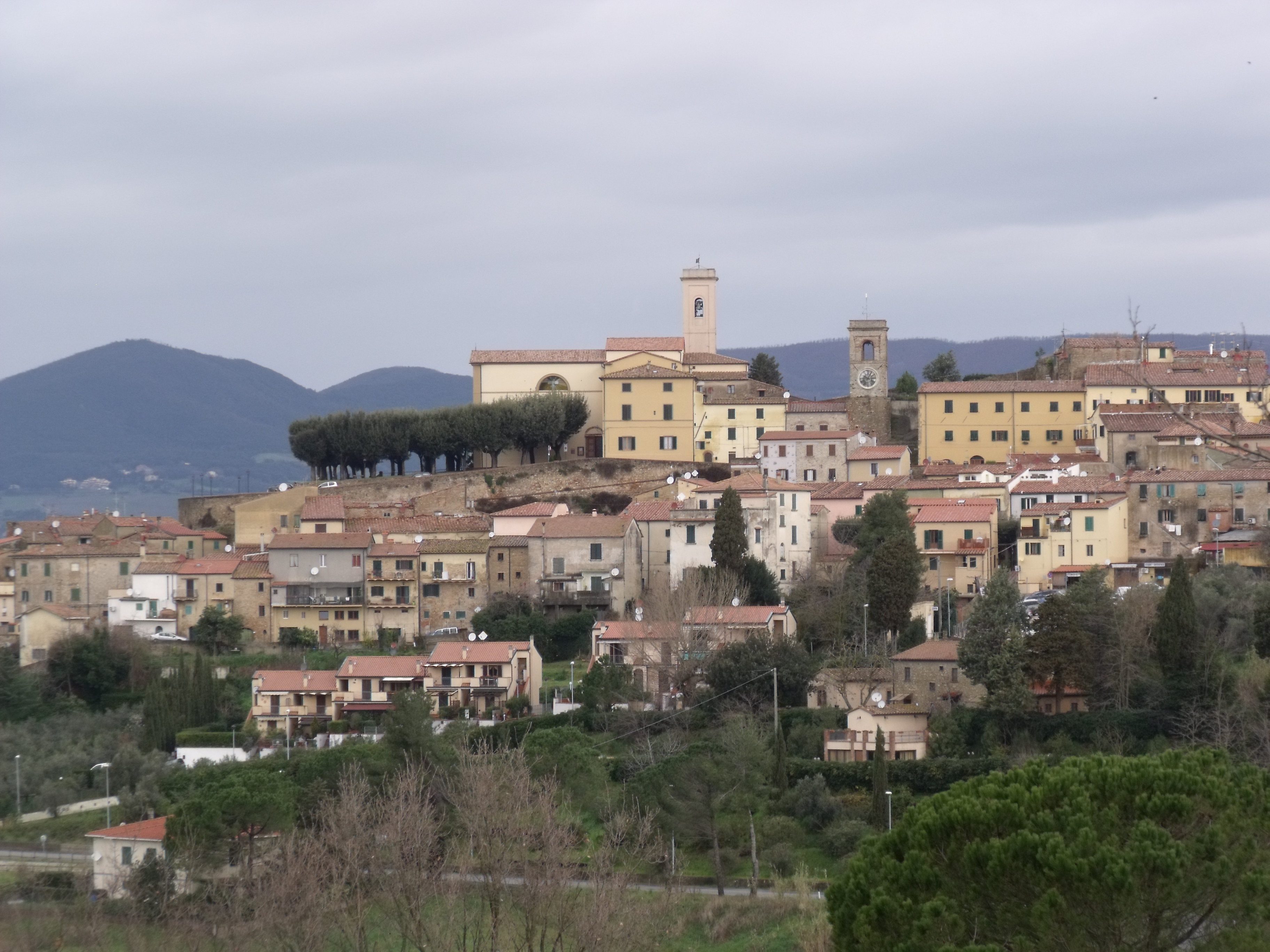
Montescudaio
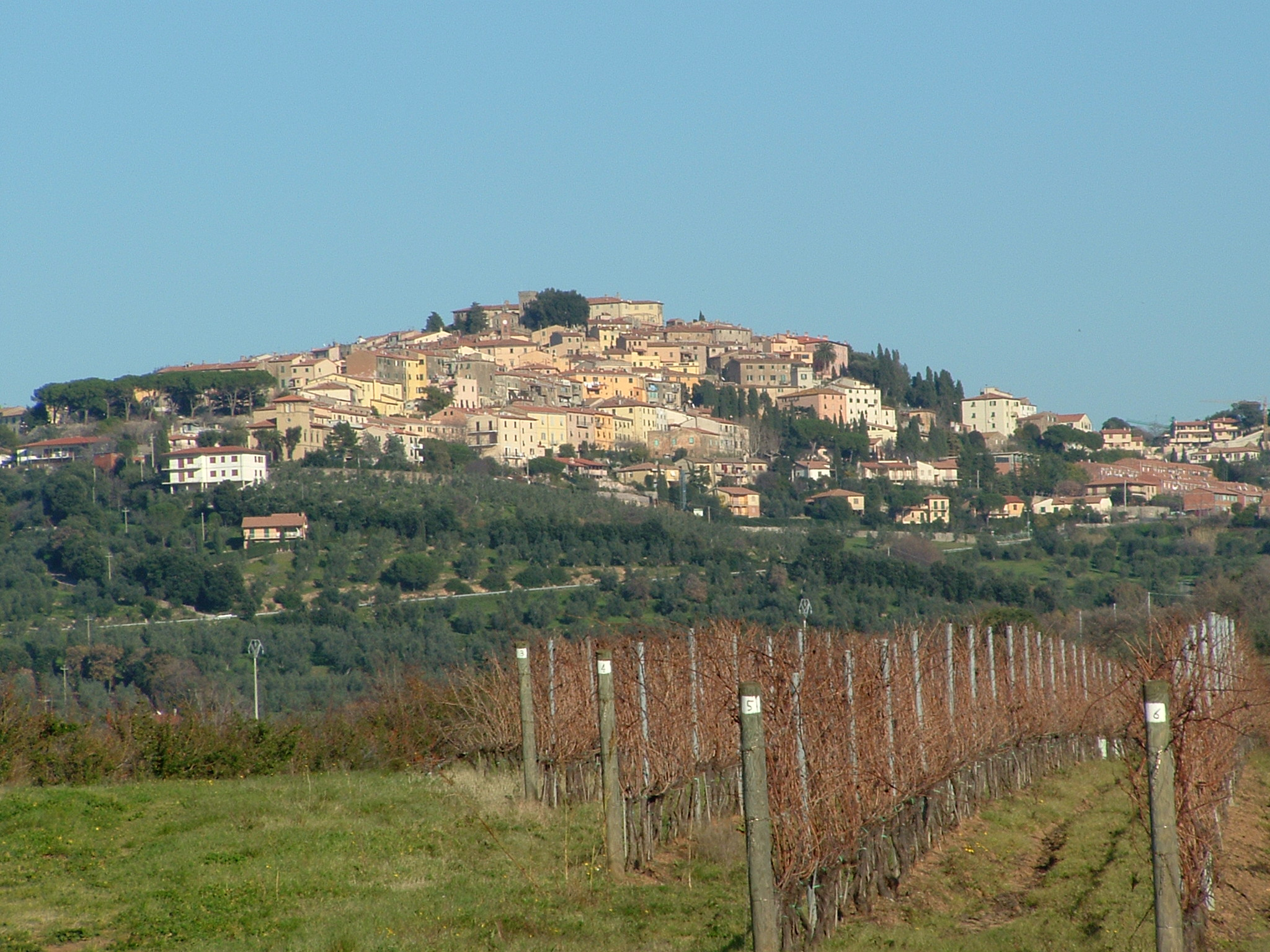
Castagneto Carducci
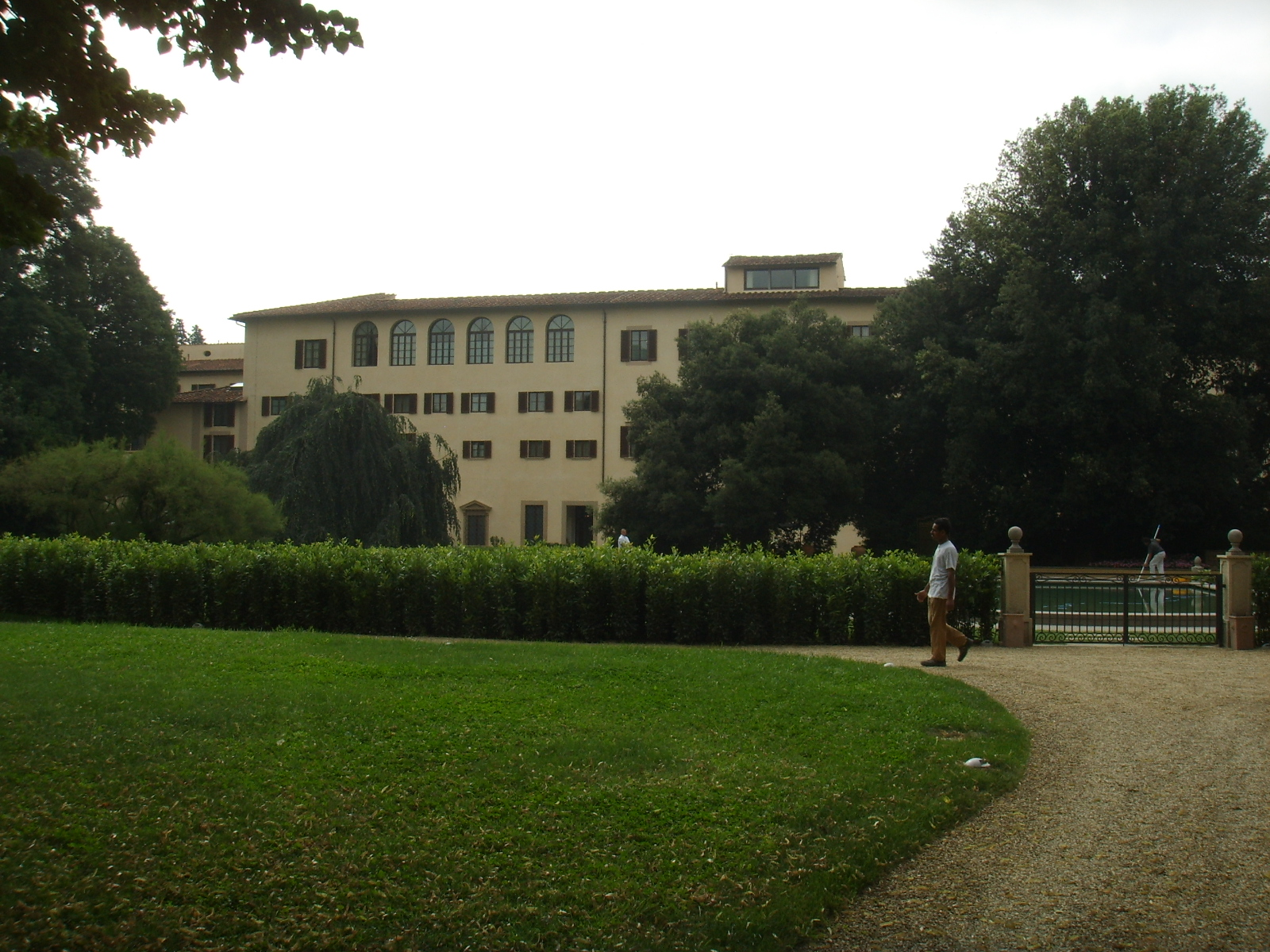
Palazzo Della Gherardesca in Florenz
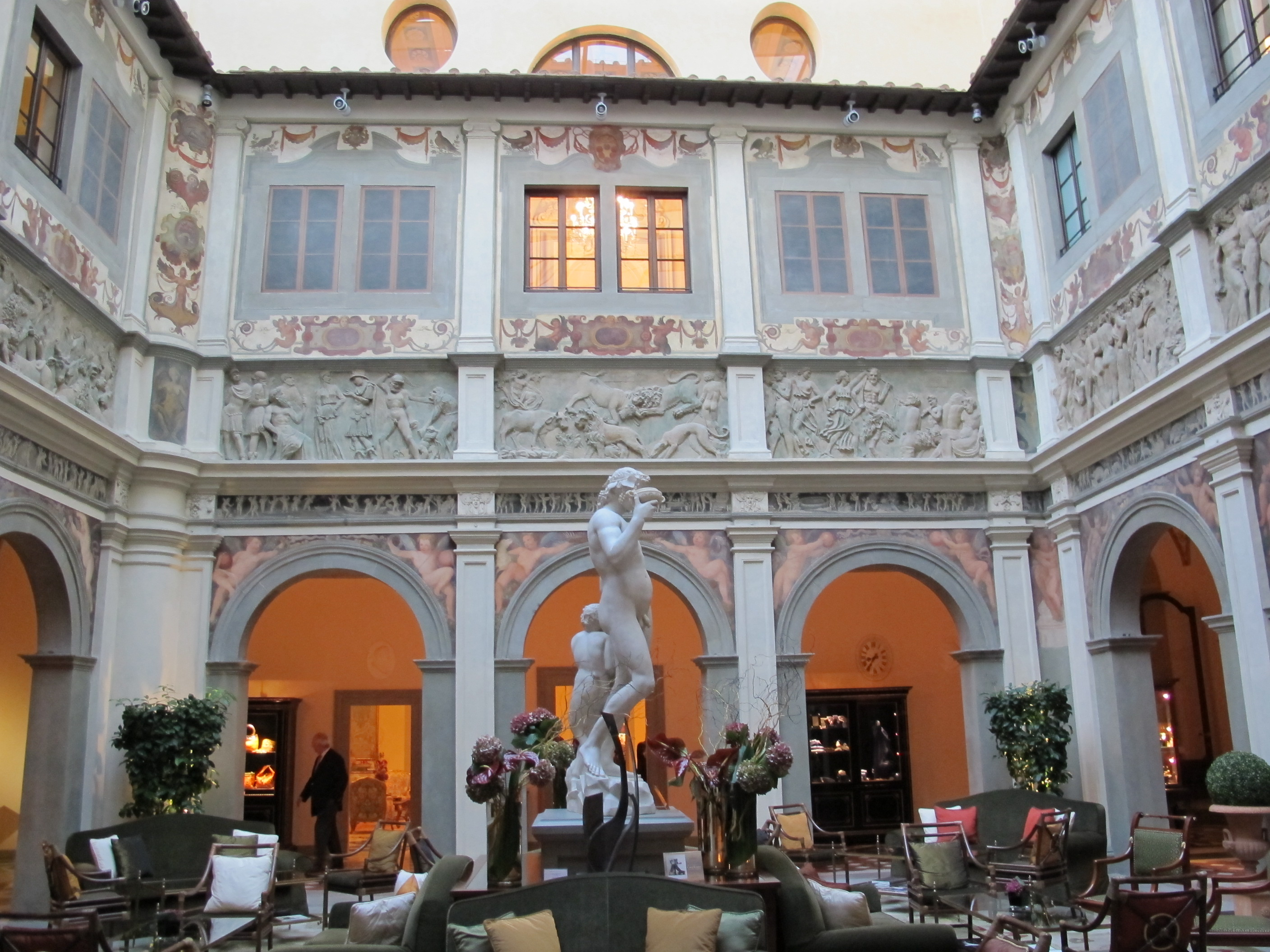
Innenhof des Palazzo Della Gherardesca

## Die Gherardesca in der Literatur
- Dante verarbeitete Ugolinos Tod im Inferno seiner Göttlichen Komödie
- Auch in Geoffrey Chaucers Canterbury Tales wurde Ugolinos Tod verarbeitet
- Heinrich Wilhelm von Gerstenberg: Ugolino, 1768
- Johann Jakob Bodmer: Der Hungerturm in Pisa, 1769
- Adolf Friedrich von Schack: Die Pisaner, 1872
- Ludwig Mathar: Die Rache der Gherardesca. Roman aus Sardiniens Heldenzeit, 1929
- Siegfried von Vegesack: Das Weltgericht von Pisa, 1947
- Álvaro Cunqueiro: Vida y Fugas de Fanto Fantini della Gherardesca, 1972
- Joséphin Péladan: Die Liebenden von Pisa

## Sonstiges
- Die „Villa Gherardesca“ in Fiesole wurde von dem Schriftsteller Walter Savage Landor (1775–1864) bewohnt.